# Świnoujście
Świnoujście (en alemán: Swinemünde, pronunciado /ˌsviːnəˈmʏndə/) es una ciudad polaca situada en la voivodia de Pomerania Occidental, cerca del río Swina, sobre mar Báltico.
Es el mayor puerto marítimo de Polonia en el mar Báltico. Según el censo de 2014 la ciudad tenía una población total de ~41 400 habitantes. Estación turística. La ciudad forma una aglomeración urbana con las ciudades vecinas de Szczecin, Stargard Szczeciński, Police, Goleniów, Gryfino y Nowe Warpno.

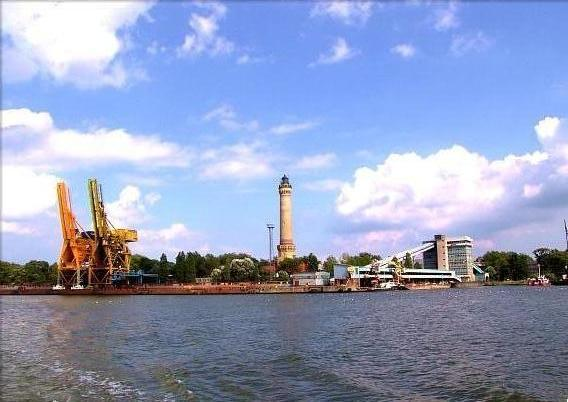
Puerto de Świnoujście.

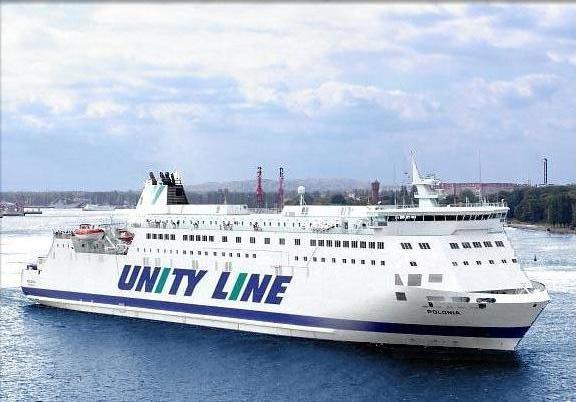
Ferry a Ystad, Suecia.